# Unterseeboot U-69 (1915)
Pour les autres navires du même nom, voir Unterseeboot 69.
L'Unterseeboot U-69 était un sous-marin de type U 66 de la marine impériale allemande pendant la Première Guerre mondiale. Il avait été mis en chantier en février 1914 sous le nom de U-10, quatrième navire de la classe U 7 pour la marine austro-hongroise (Kaiserliche und Königliche Kriegsmarine ou K.u.K. Kriegsmarine), mais il a été vendu à l’Allemagne en novembre 1914 avec les autres navires de sa classe,.
Le sous-marin a été commandé par la marine austro-hongroise auprès de Germaniawerft de Kiel sous le nom de U-10, le premier des cinq bateaux de la classe U 7. Après le déclenchement de la Première Guerre mondiale en août 1914, la marine austro-hongroise est convaincue qu’aucun des sous-marins de la classe ne pouvait être livré en mer Adriatique via Gibraltar. En conséquence, la classe entière, y compris l'U-10, est vendue à la marine impériale allemande en novembre 1914. Sous le contrôle allemand, la classe est devenue connue comme le type U 66 et les bateaux ont été renumérotés. L'U-10 est devenu U-69, et tous ont été redessinés et reconstruits selon les spécifications allemandes. L'U-69 est lancé en juin 1915 et mis en service en septembre. Une fois terminé, il a un déplacement de 791 tonnes en surface et 933 tonnes sous l’eau. Le bateau mesurait 69,50 mètres de long et était armé de cinq tubes lance-torpilles et d’un canon de pont.
Dans le cadre de la 4e flottille, en cinq patrouilles de guerre l'U-69 a coulé 31 navires d’un tonnage combiné de 102875 tonnes de jauge brute. L'U-69 quitte Emden pour sa sixième patrouille le 9 juillet 1917, en vue d’opérations au large de l’Irlande. Le 11 juillet, l'U-69 a signalé sa position au large de la Norvège mais on n’a plus jamais entendu parler ni de lui ni d’aucun de ses membres d’équipage. Les archives britanniques indiquent que l'U-69 a été coulé par le destroyer HMS Patriot le 12 juillet, mais une étude allemande d’après-guerre remet en doute cette information. Officiellement, le sort de l'U-69 est inconnu.

## Conception et construction
Après que la marine austro-hongroise eut évalué trois modèles de sous-marins étrangers, elle choisit le modèle Germaniawerft 506d, également connu sous le nom de type UD, pour sa nouvelle classe U 7 de cinq sous-marins. La marine a commandé cinq bateaux le 1er février 1913.
La classe U 7 était considérée par la marine austro-hongroise comme une version améliorée de sa classe U-3, qui était également un modèle de Germaniawerft. Conçus pour la marine austro-hongroise, les bateaux devaient déplacer 695 tonnes en surface et 885 tonnes en immersion. Les bateaux à double coque devaient avoir une longueur hors tout de 69,50 mètres avec un maître-bau de 6,30 mètres et un tirant d'eau de 3,79 mètres. Les spécifications autrichiennes prévoyaient deux arbres d'hélice entraînés par des moteurs Diesel jumelés d’une puissance totale de 2300 ch (1692 kW) permettant d’atteindre 17 nœuds (31 km/h) en surface, et par des moteurs électriques jumelés d’une puissance totale de 1240 ch (912 kW) pour une vitesse maximale de 11 nœuds (20 km/h) en immersion. Les bateaux étaient conçus avec cinq tubes lance-torpilles de 45 cm, dont quatre à l’avant et un à l’arrière. L’armement des bateaux devait également comprendre un seul canon de pont de 6,6 centimètres L/26.
L'U-10 a été mis en chantier le 7 février 1914. Sa construction devait être achevée dans un délai de 29 à 33 mois.
Ni l'U-10 ni aucun de ses navires jumeaux n’étaient terminés lorsque la Première Guerre mondiale a éclaté en août 1914. Les bateaux étant en construction à Kiel, les Autrichiens sont devenus convaincus qu’il serait impossible d’en prendre livraison, car ils devraient être remorqués à travers la Méditerranée en passant devant Gibraltar, un territoire britannique. Par conséquent, l'U-10 et ses quatre sister-ships ont été vendus à la marine impériale allemande le 28 novembre 1914.
L'U-10 a été renuméroté par les Allemands U-69 lorsque sa classe a été redésignée comme le type U 66. La marine impériale allemande a fait remanier et reconstruire les sous-marins selon les normes allemandes, ce qui a augmenté le déplacement de 96 tonnes en surface et de 48 tonnes en plongée. La dotation en torpilles a été augmentée d’un tiers, passant de 9 à 12, et le canon de pont de 6,6 cm initialement prévu a été remplacé par un canon de 8,8 cm SK L/30.

## Carrière en service
L'U-69 est lancé le 24 juin 1915. Le SM U-69 a été mis en service dans la marine impériale allemande le 4 septembre, sous le commandement du Kapitänleutnant Ernst Wilhelms. Le 4 mars 1916, l'U-69 est affecté à la IV. U-Halbflotille.
L'U-69 a effectué avec succès cinq patrouilles de guerre au cours desquelles il a coulé 31 navires pour un total combiné de 102875 tonnes de jauge brute (TJB). Le mois le plus réussi du U-69 pour le nombre de navires coulés fut avril 1916, quand il coula huit navires de 21051 TJB en six jours. Le mois de juin 1917 a été marqué par le plus grand tonnage coulé, soit cinq navires de 29808 TJB en neuf jours. Près de la moitié de ce total provenait d’un seul navire, le croiseur auxiliaire britannique Avenger de 13441 TJB, coulé le 14 juin. L'Avenger patrouillait au large des îles Shetland et retournait à Scapa Flow lorsqu’il a été touché par une seule torpille du côté bâbord. Le navire commence à gîter fortement et les membres d’équipage non essentiels sont évacués pendant que des destroyers arrivent et le remorquent. Malgré des efforts acharnés pour le sauver, l'Avenger a coulé dix heures après avoir été touché, lorsque ses cloisons étanches internes ont cédé. Un homme a été tué dans l’attaque.
L'U-69 a commencé sa sixième et dernière patrouille le 9 juillet lorsqu’il est parti d’Emden en vue d’opérations au large de l’Irlande. Le rapport de position du U-69 à 02 h 30 le 11 juillet indique qu’il se trouvait à 35 milles marins (65 km) au sud de Lindesnes, en Norvège. Ce fut le dernier contact connu avec l'U-69. Selon l’auteur Dwight Messimer, deux sources britanniques rapportent que le HMS Patriot a coulé l'U-69 à la position 60° 25′ N, 1° 32′ E le 12 juillet. Un observateur dans un cerf-volant déployé par le Patriot a repéré un U-boot à la surface à 7 heures. Le sous-marin a plongé et le Patriot a poursuivi le sous-marin jusqu’à midi, quand il a lâché deux charges de profondeur qui ont amené à la surface une épaisse couche de gazole brun. Une étude allemande d’après-guerre a jeté le doute sur la question de savoir si le sous-marin attaqué par le Patriot était réellement l'U-69. Officiellement, son sort demeure inconnu.

## Affectations
- Flottille IV : du 4 mars 1916 au 23 juillet 1917

## Commandants
- Kapitänleutnant Ernst Wilhelms[10] : du 4 septembre 1915 au 23 juillet 1917

## Navires coulés
| Date            | Nom               | Nationalité  | Tonnage | Destin    |
| --------------- | ----------------- | ------------ | ------- | --------- |
| 15 avril 1916   | Fairport          | Royaume-Uni  | 3838    | Coulé     |
| 15 avril 1916   | Schwanden         | Empire russe | 844     | Coulé     |
| 16 avril 1916   | Glendoon          | Norvège      | 1918    | Coulé     |
| 16 avril 1916   | Harrovian         | Royaume-Uni  | 4309    | Coulé     |
| 16 avril 1916   | Papelera          | Norvège      | 1591    | Coulé     |
| 17 avril 1916   | Ernest Reyer      | France       | 2708    | Coulé     |
| 18 avril 1916   | Ravenhill         | Royaume-Uni  | 1826    | Coulé     |
| 20 avril 1916   | Cairngowan        | Royaume-Uni  | 4017    | Coulé     |
| 11 juillet 1916 | HMT Era           | Royal Navy   | 168     | Coulé     |
| 20 octobre 1916 | Cabotia           | Royaume-Uni  | 4309    | Coulé     |
| 24 octobre 1916 | Sola              | Norvège      | 3057    | Coulé     |
| 26 octobre 1916 | North Wales       | Royaume-Uni  | 4072    | Coulé     |
| 26 octobre 1916 | Rappahannock      | Royaume-Uni  | 3871    | Coulé     |
| 2 novembre 1916 | Spero             | Royaume-Uni  | 1132    | Coulé     |
| 3 novembre 1916 | Bertha            | Suède        | 591     | Coulé     |
| 20 avril 1917   | Annapolis         | Royaume-Uni  | 4567    | Coulé     |
| 25 avril 1917   | Hesperides        | Royaume-Uni  | 3393    | Coulé     |
| 26 avril 1917   | Rio Lages         | Royaume-Uni  | 3591    | Coulé     |
| 26 avril 1917   | Vauxhall          | Royaume-Uni  | 3629    | Coulé     |
| 1 mai 1917      | Rockingham        | États-Unis   | 4555    | Coulé     |
| 2 mai 1917      | Troilus           | Royaume-Uni  | 7625    | Coulé     |
| 29 mai 1917     | Argo              | Suède        | 123     | Coulé     |
| 29 mai 1917     | Ines              | Suède        | 261     | Coulé     |
| 29 mai 1917     | Consul N. Nielsen | Danemark     | 1395    | Coulé     |
| 31 mai 1917     | Esneh             | Royaume-Uni  | 3247    | Coulé     |
| 3 juin 1917     | Luisa             | Italie       | 1648    | Endommagé |
| 6 juin 1917     | Parthenia         | Royaume-Uni  | 5160    | Coulé     |
| 8 juin 1917     | Enidwen           | Royaume-Uni  | 3594    | Coulé     |
| 8 juin 1917     | Saragossa         | Royaume-Uni  | 3541    | Coulé     |
| 13 juin 1917    | Kelvinbank        | Royaume-Uni  | 4072    | Coulé     |
| 14 juin 1917    | Avenger           | Royal Navy   | 13441   | Coulé     |
| 24 juillet 1917 | Mikelis           | Grèce        | 2430    | Coulé     |